# Julie Parisien
Julie Madelein Josephine Parisien (* 2. August 1971 in Montreal, Kanada) ist eine ehemalige US-amerikanische Skirennläuferin.

## Karriere
Julie Parisien fuhr von 1991 bis 1998 im Alpinen Skiweltcup und konnte insgesamt drei Weltcupsiege feiern. Im Rahmen der Panamerikanischen Winterspiele 1990 in Las Leñas gewann sie die Bronzemedaille im Super-G. Bei den Olympischen Winterspielen 1992 in Albertville belegte sie im Slalom den vierten und im Riesenslalom den fünften Rang. Höhepunkt ihrer Karriere war der Gewinn der Silbermedaille im Slalom bei den Skiweltmeisterschaften 1993 in Morioka hinter Karin Buder.

## Privates
Ihr Bruder Rob sowie ihre Schwester Anne-Lise waren ebenfalls als Skirennläufer aktiv.

## Erfolge

### Olympische Spiele
- Albertville 1992: 4. Slalom, 5. Riesenslalom
- Nagano 1998: 13. Slalom, 28. Riesenslalom

### Weltmeisterschaften
- Morioka 1993: 2. Slalom, 17. Riesenslalom, 25. Super-G

### Weltcupwertungen
| Saison  | Gesamt | Gesamt | Abfahrt | Abfahrt | Super-G | Super-G | Riesenslalom | Riesenslalom | Slalom | Slalom |
| Saison  | Platz  | Punkte | Platz   | Punkte  | Platz   | Punkte  | Platz        | Punkte       | Platz  | Punkte |
| ------- | ------ | ------ | ------- | ------- | ------- | ------- | ------------ | ------------ | ------ | ------ |
| 1990/91 | 39.    | 37     | –       | –       | –       | –       | 10.          | 36           | 34.    | 1      |
| 1991/92 | 15.    | 472    | –       | –       | 23.     | 83      | 16.          | 127          | 8.     | 262    |
| 1992/93 | 27.    | 292    | 52.     | 6       | 35.     | 18      | 33.          | 38           | 7.     | 230    |
| 1993/94 | 72.    | 70     | –       | –       | –       | –       | –            | –            | 26.    | 70     |

### Weltcupsiege
| Datum             | Ort               | Land     | Disziplin    |
| ----------------- | ----------------- | -------- | ------------ |
| 22. März 1991     | Waterville Valley | USA      | Riesenslalom |
| 2. März 1992      | Sundsvall         | Schweden | Slalom       |
| 29. November 1992 | Park City         | USA      | Slalom       |

### Weitere Erfolge
- Panamerikanische Winterspiele 1990: Bronze im Super-G